# Облога Очакова (осінь 1737)
Облога Оча́кова — епізод російсько-турецької війни 1735—1739 років, облога в жовтні — листопаді 1739 року турецькою армією фортеці Очаків, захопленої російськими військами.

## Хід подій
Після захоплення російськими військами фельдмаршала Б. Х. Мініха влітку 1737 року Очаківської фортеці, турецька сторона здійснила спробу відновити свій контроль над нею і Дніпровсько-Бузьким лиманом.
З початку жовтня турецьке командування турбувало російський гарнізон фортеці. 17 жовтня в лиман зайшла перша група турецьких кораблів, яка деякий час стояла на якорі на відстані гарматного пострілу від Кінбурну. В ніч на 20 жовтня сильний кінний загін турків зробив наскок на редут фортеці, сподіваючись застати гарнізон зненацька, але отримавши відсіч відступив.
26 жовтня до фортеці наблизився авангард турецької армії, а 27-го все турецьке військо чисельністю до 20 тисяч турків і 30 тисяч татар стало табором на відстані півтора гарматних постріли від фортеці.
28 жовтня відбувся перший штурм польових укріплень в районі Преображенських воріт, який був відбитий Смоленським полком. 29 жовтня турецько-татарське військо здійснило генеральний штурм Ізмайлівських воріт, і до 30 жовтня захопило ретраншмент і редути, але у фортецю не прорвалося.
З 31 жовтня до 8 листопада турецькі війська здійснювали обстріл фортеці, окремі спроби оволодіти фортечними укріпленнями. Найпотужніший штурм відбувся 8 листопада в районі Ізмайлівських і Кристофельських воріт. 10 листопада турки раптово зняли облогу і відійшли в напрямку Бендер.
Врешті-решт за умовами Белградського мирного договору 1739 року Очаків було повернуто Османській імперії. Після війни Очаків став головною базою турецького флоту на північних берегах Чорного моря.